# Achalinus sheni
Achalinus sheni — вид неотруйних змій родини ксенодермових (Xenodermatidae). Описаний у 2023 році.

## Таксономія
Вид тісно пов'язаний з Achalinus yunkaiensis, але між ними існує значна кількість генетичних розбіжностей (p-відстань у діапазоні від 5,8 % до 6,4 %), а також існує значна чітка генетична розбіжність порівняно з іншими відомими видами Achalinus (p-відстань у діапазоні від 10,4 % до 15,8 %).

## Назва
Вид названо на честь китайського герпетолога Ю-Гуей Шеня (нар. 1932), який працював у Хунаньському педагогічному університеті і зробив великий внесок у герпетологічні дослідження Китаю, зокрема в провінції Хунань, де знайдено новий вид.

## Поширення
Ендемік Китаю. Поширений на заході та центрі провінції Хунань. Голотип був знайдений у місті Цисінцзе в окрузі Ляньюань.